# 구보촌 (야마구치현)
구보촌(久保村)은 야마구치현 쓰노군에 있던 촌이다. 현재의 구다마쓰시 북동부에 해당한다.

## 역사
- 1889년 4월 1일 - 정촌제 시행에 의해 4촌의 구역을 가지고 성립하였다.
- 1939년 11월 3일 - 구다마쓰정, 스에타케미나미촌, 하나오카촌과 합병해 구다마쓰시가 성립, 동일 구보촌은 폐지되었다.

## 교통

### 철도
- 철도성
  - 야나이선 (산요본선)

## 참고문헌
- 角川日本地名大辞典 35 山口県